# (100000) Astronautique
(100000) Astronautique, désignation internationale (100000) Astronautica, est un astéroïde de la ceinture principale. La désignation internationale est la forme latine de l'astronautique.

## Nom
L'attribution de son nom ayant eu lieu en 2007, l'astéroïde célèbre le 50e anniversaire du lancement de Spoutnik 1 (4 octobre 1957), début de l'ère spatiale. Il porte le no 100 000, car la limite conventionnelle où commence l'espace est 100 000 m d'altitude.
Sa désignation provisoire était 1982 SH1.

## Découverte
Il a été découvert le 28 septembre 1982 à l'observatoire Palomar par l'astronome américain James B. Gibson.